# Brachyxanthia peculiaris
Brachyxanthia peculiaris är en fjärilsart som beskrevs av Butler 1878. Brachyxanthia peculiaris ingår i släktet Brachyxanthia och familjen nattflyn. Inga underarter finns listade i Catalogue of Life.